# Липень

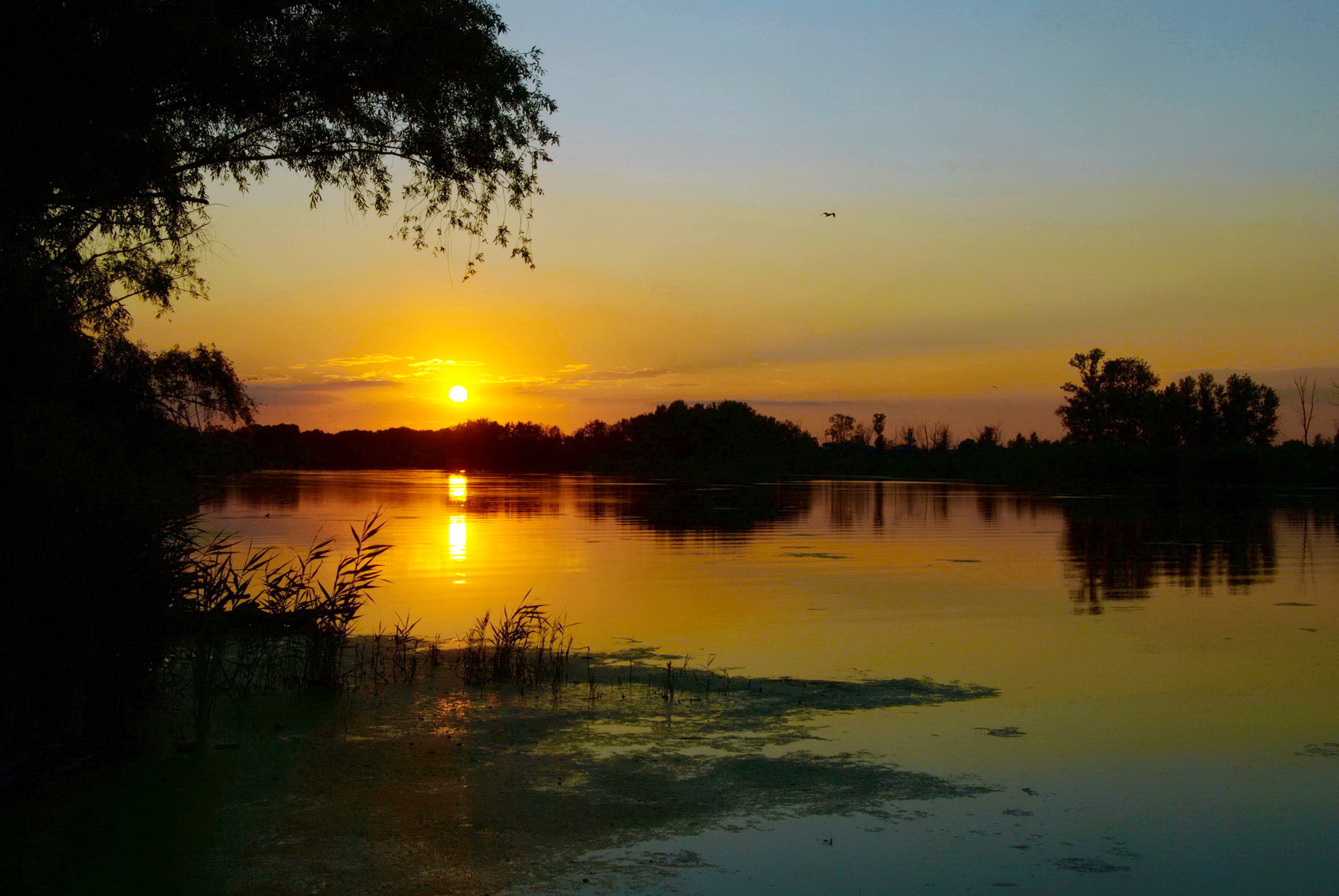
Липневий вечір на річці Самарі

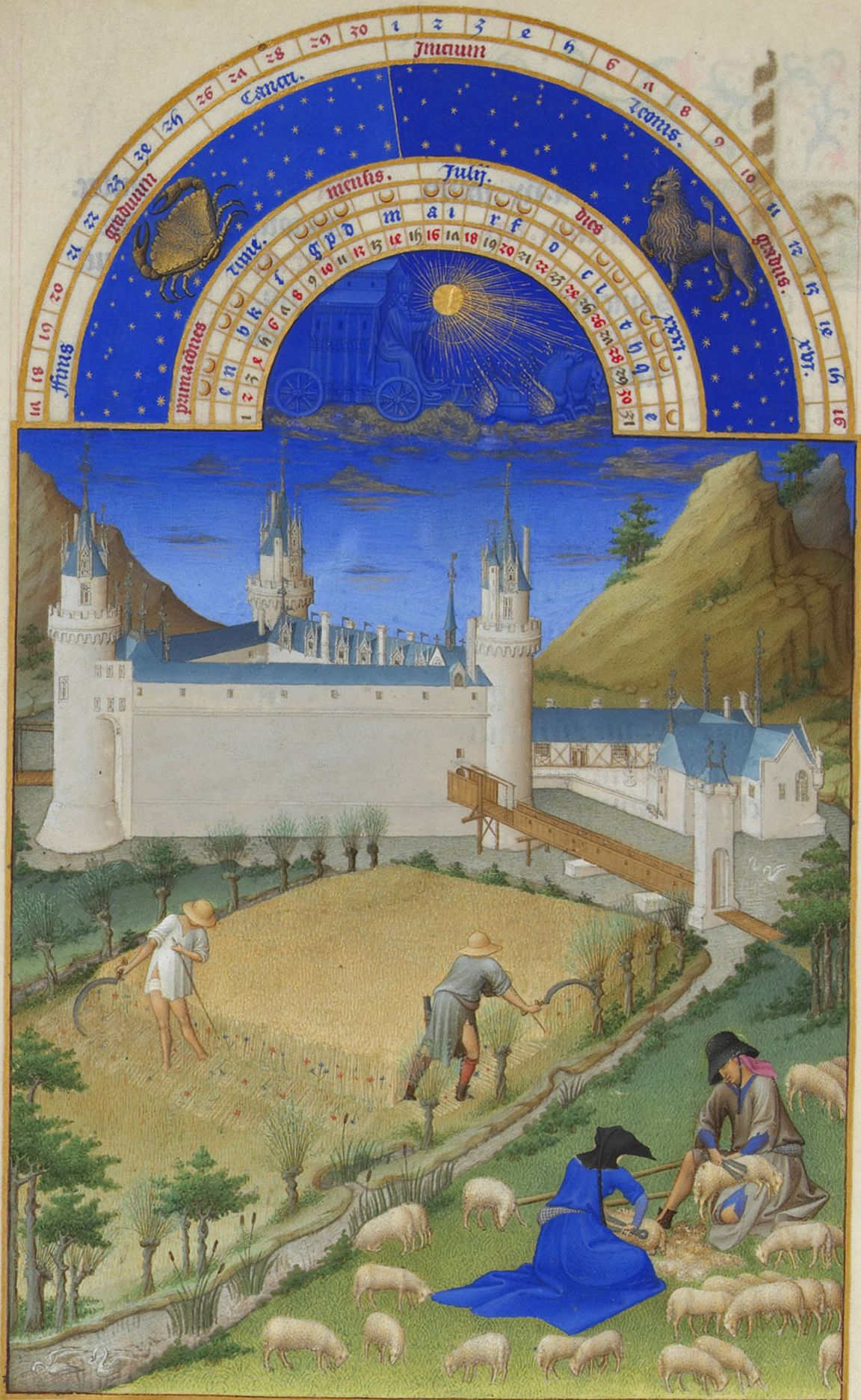
Мініатюра Липень з «Розкішного часослова герцога Беррійського».

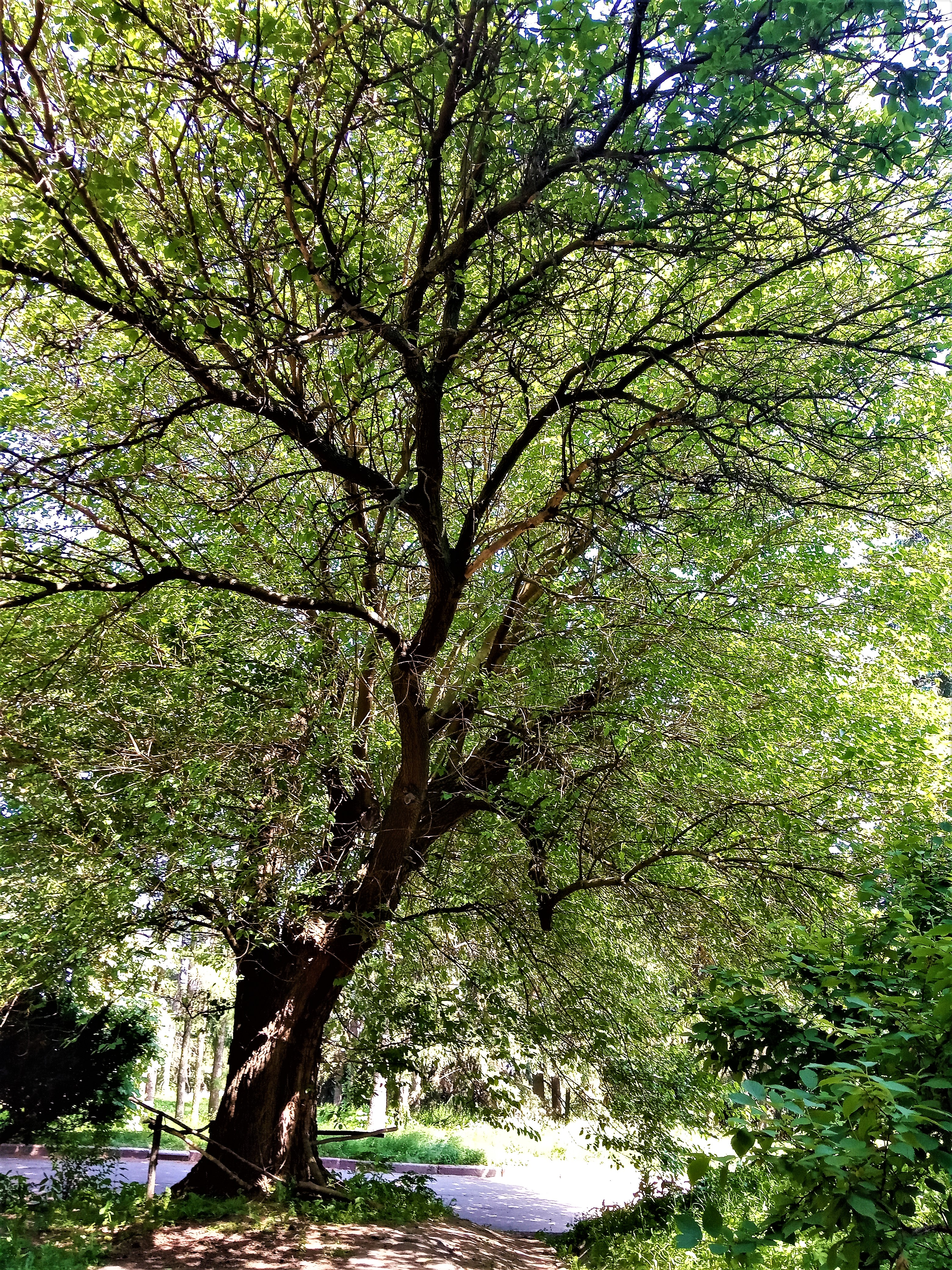
Липа — цариця медоносів, цвіте з середини червня до середини липня.

- I Січень
- II Лютий

- III Березень
- IV Квітень
- V Травень

- VI Червень
- VII Липень
- VIII Серпень

- IX Вересень
- X Жовтень
- XI Листопад

- XII Грудень

Ли́пень — сьомий місяць року в юліанському та григоріанському календарях. Один із семи місяців, що налічують 31 день.

## Назва
Українська назва місяця походить од прасл. *lip-ьn-jь «час цвітіння липи», що є похідним утворенням від lipa «липа». Це давнє наймення пов'язане з буйним цвітінням липи та періодом збору липового меду (липця). Можливо, саме прасл. *lipьnь було первісною назвою місяця в давньослов'янському календарі. Співзвучні назви вживаються в білоруській (ліпень), польській (lipiec), кашубській (lëpińc) і литовській (liepa) мовах; натомість у хорватській мові словом lipanj називають червень. Давньоруські ж пам'ятки, навпаки, під назвою чьрвенъ, червенъ згадують липень.
З XVI ст. в староукраїнських писемних джерелах вживається назва «липець» (у написаннях: липець, липецъ, липе(ц), ліпецъ), що досі трапляється в діалектному мовленні. У вжитку були й інші народні назви місяця: стра́дник, ко́сень, дощови́к, громови́к, грозови́к, бі́лень, илевей / елевей, ільовець, илюх, сіноко́с / сінокі́с, а також: ґе́дзень / ге́дзень / ке́дзень, ке́здень, бе́дзень / би́дзень, кива́ч, ки́вень, ки́вотень.
У римському календарі липень був п'ятим за ліком місяцем. До реформи Юлія Цезаря рік розпочинався з березня, тому спочатку липень називався Quintilis (від лат. quintus — «п'ятий»). Згодом, він був названий Iulius на честь першого римського імператора Юлія Цезаря, який цього місяця народився. Від лат. Iulius походять назви місяця в більшості мов світу: болг. юли, рос. июль, серб. jул/jul, jули/juli, англ. July, фр. juillet.

## Кліматична характеристика в Україні
В Україні липень — найтепліший місяць року з частими грозами та зливами. Середня місячна температура повітря становить 18—24 °C, у Карпатах і горах Криму — 11—17  °C. Абсолютний максимум температури повітря — 34—39 °C; в Одеській, Миколаївській, Запорізькій, Донецькій, Луганській, Харківській, Полтавській, Дніпропетровській, Київській областях та в Криму  — до 41 °C, у Карпатах та горах Криму — 31—35 °C. Абсолютний мінімум температури — 2—9 °C, у Карпатах — 0—1 °C, на узбережжі Чорного й Азовського морів — до 11 °C. Історичний мінімум температури (2,4 °C) спостерігався 1951 р. в м. Олевськ.
Середня кількість опадів — 46—102  мм, у Карпатах, на Прикарпатті, Тернопільщині та Хмельниччині — 103—184 мм.

## Галерея

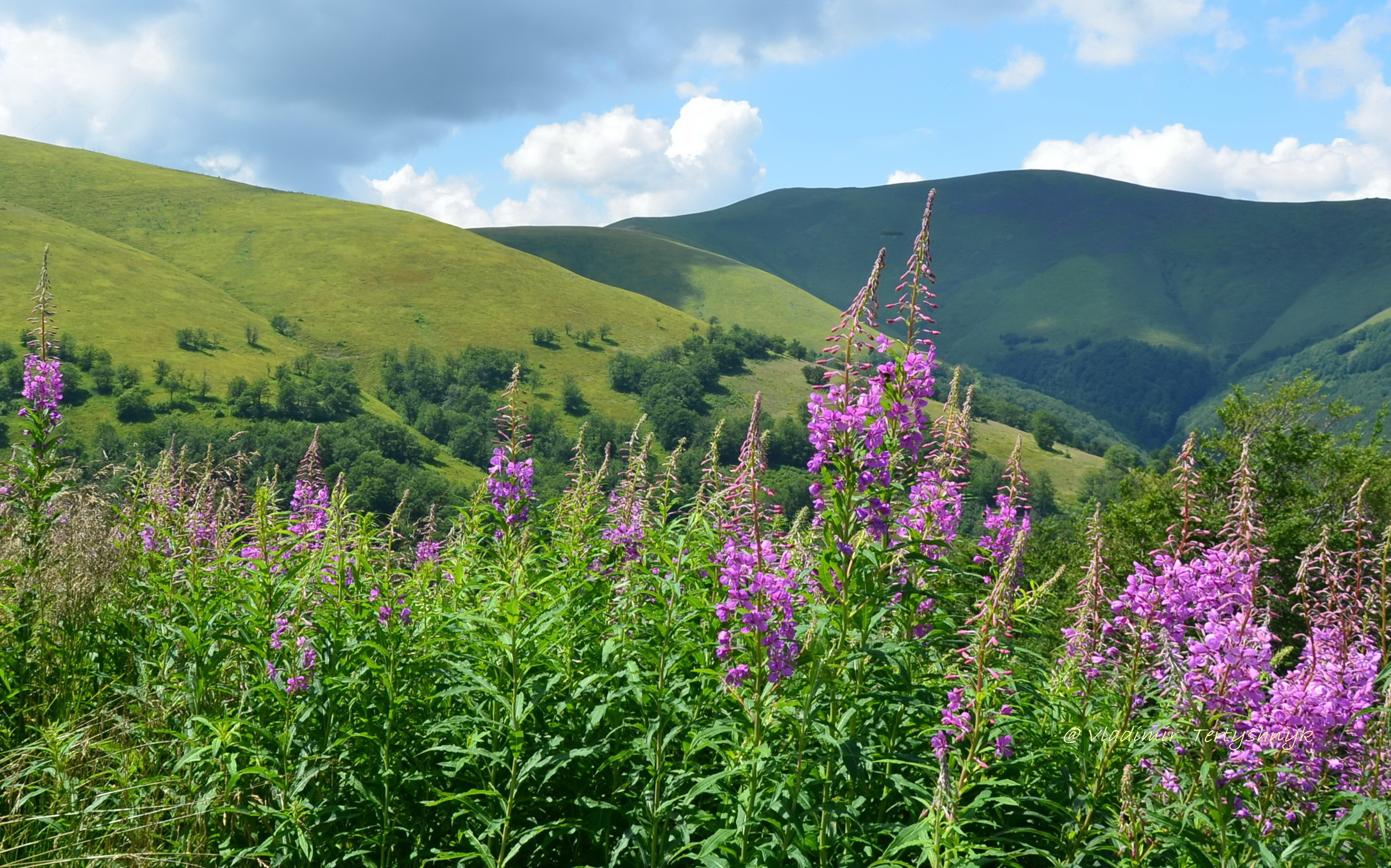
Липень у Карпатах
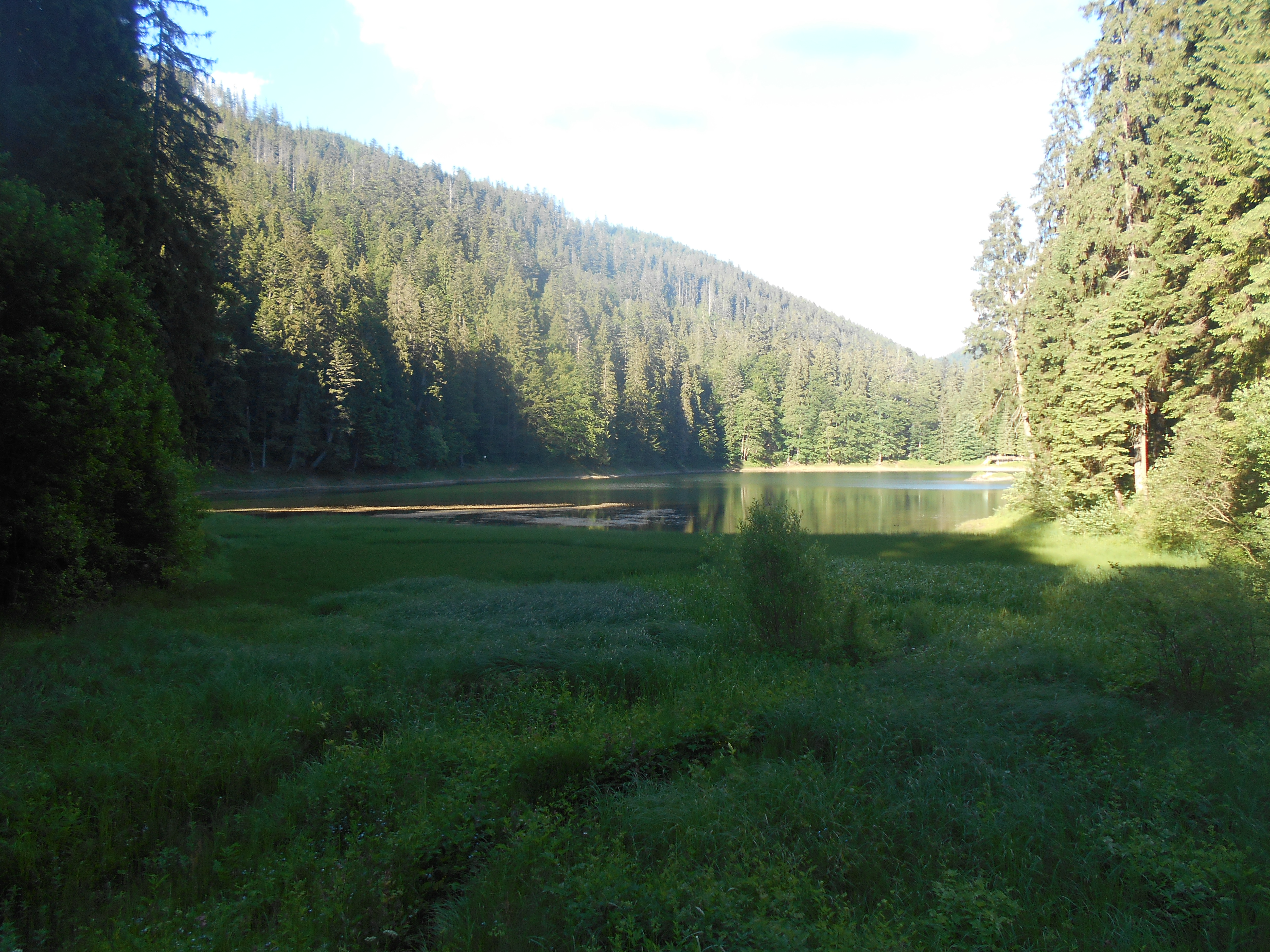
Озеро Синевир у липні
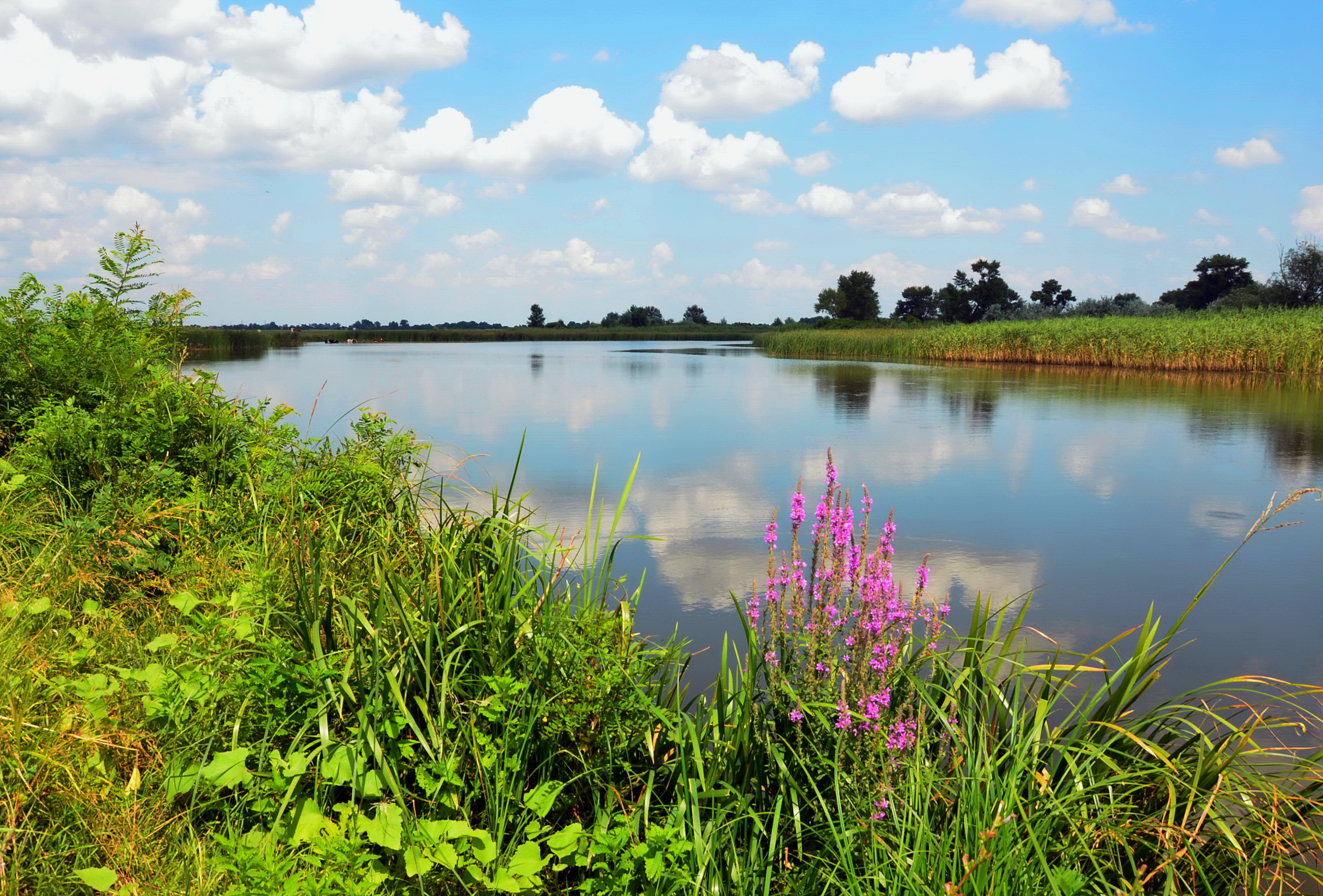
Липень на Орілі
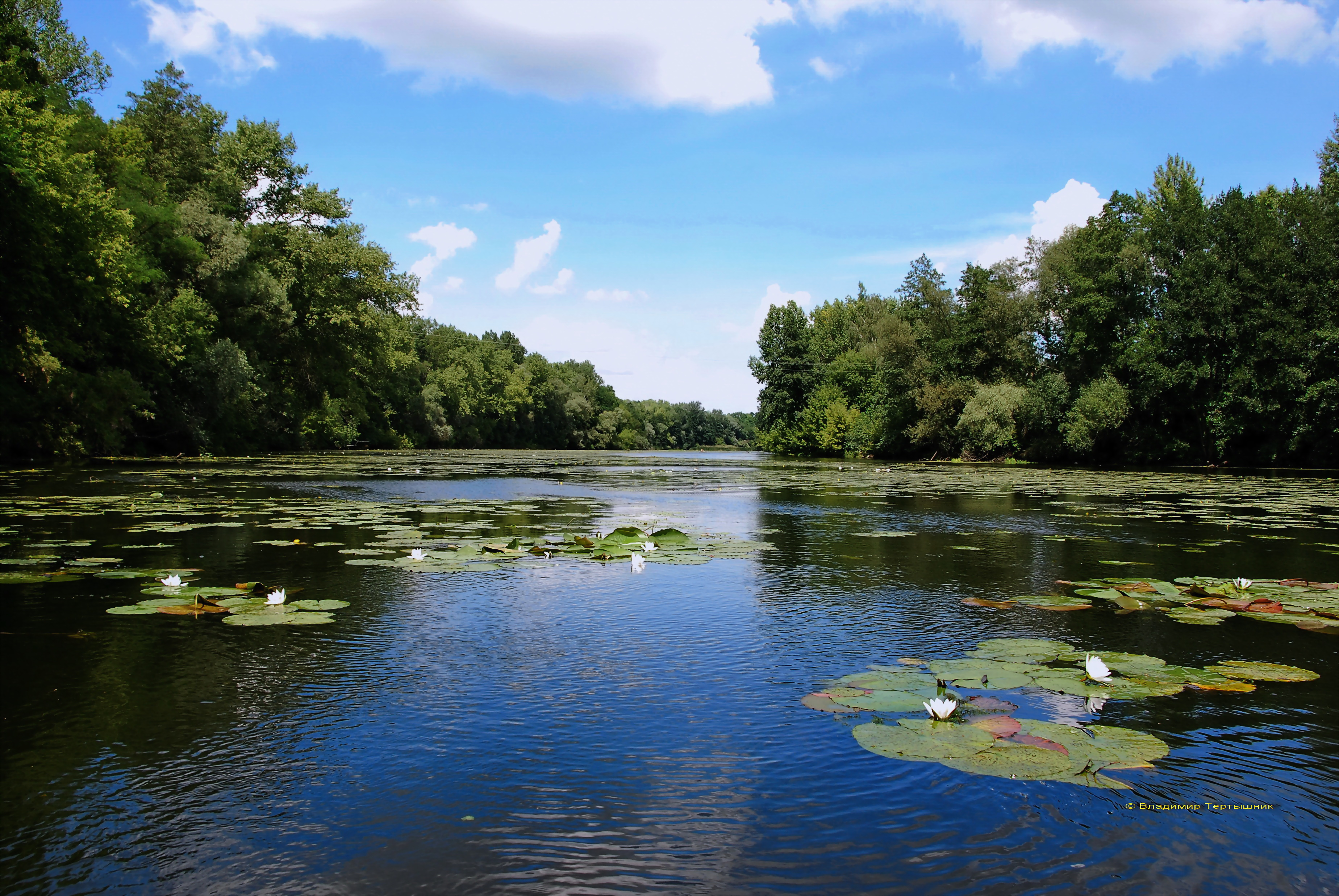
Липень на р. Псел
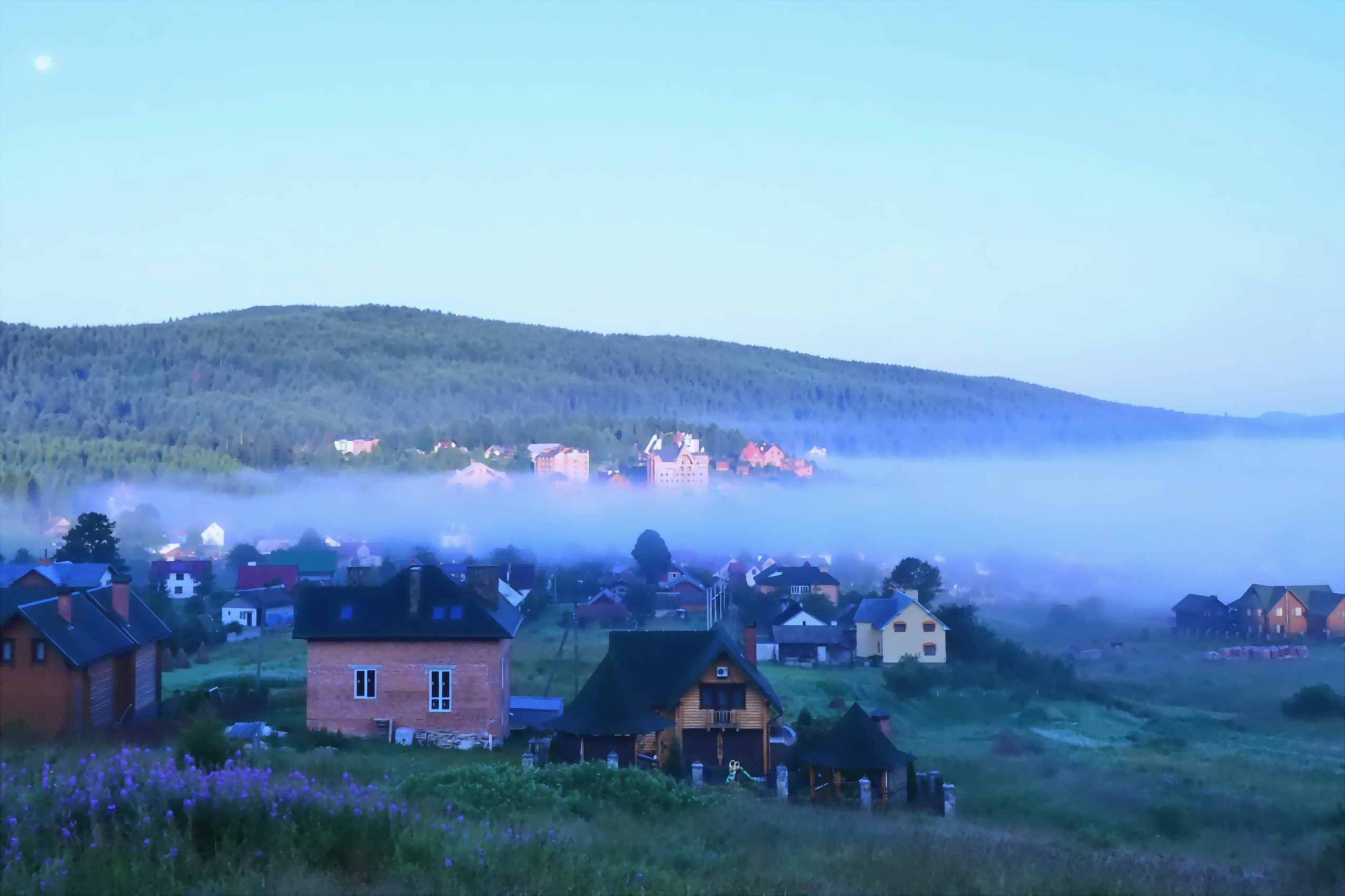
Липень у Східниці
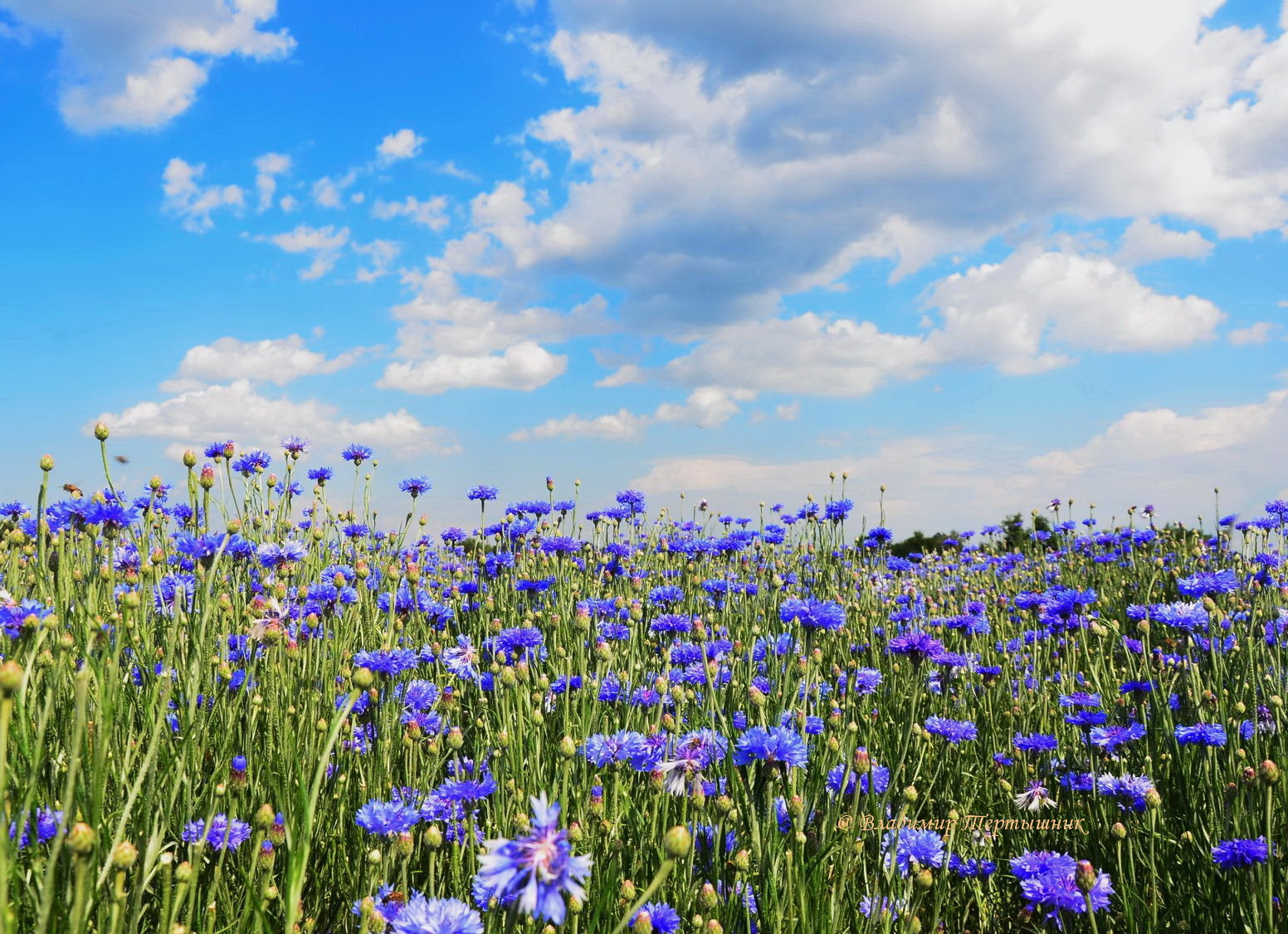
Волошка синя на Полтавщині
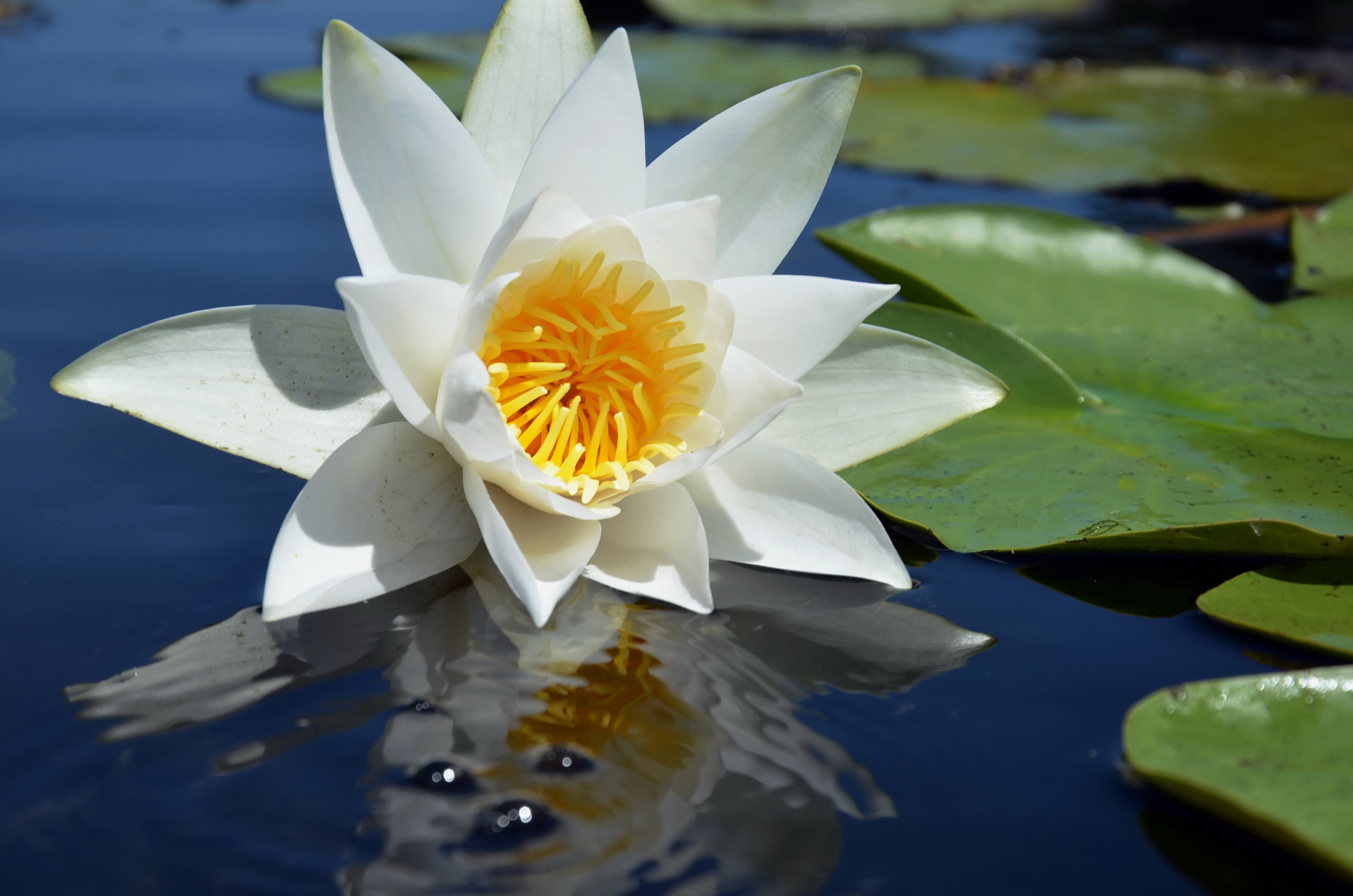
Лілея — окраса липня.

## Свята і пам'ятні дні

### Офіційні в Україні
- 1 липня
  - День архітектури України
- 2 липня
  - День податківця України
- 4 липня
  - День Національної поліції України
  - День судового експерта
- 7 липня
  - День працівника природно-заповідної справи
- 15 липня
  - День українських миротворців
  - День Української Державності
  - День хрещення Київської Русі — України
- 16 липня
  - День бухгалтера та аудитора
- 19 липня
  - День тренера
- 20 липня
  - День шахів в Україні / Міжнародний день шахів
- 27 липня
  - День медичних працівників
- 29 липня
  - День Сил спеціальних операцій Збройних сил України

#### Рухомі
- Перша неділя липня
  - День Військово-Морських Сил Збройних Сил України
  - День працівників морського та річкового флоту
- Друга неділя липня
  - День рибалки
- Третя неділя липня
  - День працівників металургійної та гірничодобувної промисловості
- Остання неділя липня
  - День працівників торгівлі[18]

### Інші
- 2 липня
  - Міжнародний день спортивного журналіста
- 4 липня
  - День волошок
- 5 липня
  - День звільнення Слов'янська від проросійських терористів
  - День звільнення Краматорська від проросійських терористів
- 11 липня
  - День пам'яті Зеленопільської трагедії
  - День пам'яті святої рівноапостольної княгині Ольги
- 12 липня – День Смереки
- 15 липня
  - День пам'яті святого рівноапостольного князя Володимира
- 22 липня
  - День іван-чаю